# Döden på Jamaica
Döden på Jamaica, även Doktor No (eng. titel Dr. No) den sjätte i en serie romaner om agenten James Bond, skrivna av Ian Fleming. Boken kom ut på engelska första gången 1958, och filmades som Agent 007 med rätt att döda med Sean Connery 1962.

## Handling
Efter attentatet i Kamrat Mördare där Bond förgiftades av Rosa Klebb med nervgiftet tetrodotoxin, lyckas en doktor som tillbringat tid i Afrika bota Bond (trots att det i verkligheten fortfarande inte finns något botemedel och att chanserna att överleva är små). Så snart Bond blivit frisk skickas han till Jamaica för att ta reda på varför hans kollega Strangways försvunnit (Strangways hade tidigare medverkat i Leva och låta dö). Strangways senaste uppdrag var att undersöka en guano-handlares förehavanden, och den mystiska ön Crab Key som denne Doktor Julius No lever på, och som sägs bebos av en drake...
Med hjälp av Quarrel (också från Leva och låta dö), och en kvinnlig snäckskalssamlare, Honeychile Rider, upptäcker Bond att Dr. No arbetar för ryssarna genom att sabotera amerikanernas missiltester. Bond och Honey tillfångatas och utsätts för en bisarr tortyr.

## Karaktärer (i urval)
- James Bond
- Dr Julius No
- Honeychile Rider
- M
- Strangways
- Professor Dent
- Quarrel

## Serieversion
Mellan maj och oktober 1960 gavs Döden på Jamaica ut som tecknad serie i tidningen Daily Express. Romanen adapterades av Henry Gammidge och ritades av John McLusky. Serien har senare återpublicerats i såväl album som den svenska tidningen James Bond Agent 007.